# Merzig
Merzig (pronunție în germană [ˈmɛʁtsɪç] ⓘ) este un oraș din landul Saarland, Germania.

## Personalități marcante
- Matthias Lackas, librar și editor